# Anvita Abbi
Anvita Abbi (Agra, 9 gennaio 1949) è una linguista indiana.
Nota soprattutto per le sue ricerche sulle lingue tribali e minoritarie dell'Asia meridionale, nel 2013 è stato insignita del Padma Shri.

## Biografia
Anvita Abbi è nata il 9 gennaio 1949 ad Agra in una famiglia da cui provennero diversi scrittori in lingua hindi.
Si è laureata in economia (BA Hons) presso l'Università di Delhi nel 1968. Successivamente ha conseguito un master (MA) in linguistica presso la stessa università nel 1970; ha proseguito i suoi studi ottenendo un dottorato di ricerca negli Stati Uniti d'America, presso l'Università Cornell di Ithaca nel 1975, con specializzazione in linguistica generale e minore in linguistica dell'Asia meridionale.

## Studi

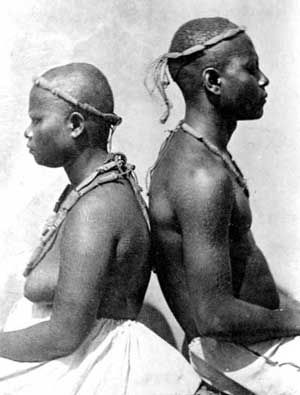
Coppia grande-andamanese - 1876

Ad Anvita Abbi è attribuita un'ampia ricerca sulle sei famiglie linguistiche in India  e in particolare sulle lingue e la cultura dei Grandi Andamanesi, che ha svolto nell'ambito del progetto Endangered Languages Documentation Project (ELDP) all'interno del programma Vanishing Voices of the Grande Andamanese (VOGA) della School of Oriental and African Studies dell'Università di Londra. I suoi studi del 2003-2004 hanno aiutato a identificare le caratteristiche distinte di due lingue andamanesi, lo Jarawa e l'Onge, che hanno consentito di affermare l'esistenza di una sesta famiglia linguistica tra le lingue parlate in India. Ricerche successive sul popolo andamanese da parte di altri studiosi hanno confermato le scoperte di Abbi scoprendo due distinti aplogruppi della regione, M31 e M32.
Ha ripreso la sua ricerca sull'argomento nel 2006, concentrandosi sulla morfo-sintassi e sul lessico di tre lingue morenti delle Isole Andamane e ha portato alla luce prove che dimostrano che la famiglia delle lingue grande-andamanesi appartiene a una famiglia linguistica diversa da quelle conosciute fino a quel momento. Fu la Abbi a raccogliere le testimonianze dell'ultima parlante della lingua aka-bo, Boa Senior, registrandone i discorsi e le canzoni.

## Opere
- Semantic Grammar of Hindi: a Study in Reduplication, Bahri Publications, 1980, ISBN 9788170340201.
- Semantic universals in Indian languages, Shimla, Indian Institute of Advanced Study, 1994, ISBN 8185952175.
- Languages of tribal and indigenous peoples of India: the ethnic space, Dehli, Motilal Banarsidass Publ., 1997, ISBN 81-208-1374-X.
- A manual of linguistic field work and structures of Indian languages, LINCOM Europa, 2001, ISBN 978-3895864018.
- Endangered languages of the Andaman Islands, LINCOM Europa, 2006, ISBN 3895868663.
- Dictionary of the Great Andamanese language: English - Great Andamanese - Hindi, Dehli, Ratna Sagar, 2012, ISBN 978-93-5036-125-2.
- A grammar of the great Andamanese language : an ethnolinguistic study, Leiden, Brill, 2013, ISBN 978-90-04-23527-4.